# Nel nome del padre (opera teatrale)
Nel nome del padre è una "commedia romantica" scritta da Luigi Lunari nel 1997 e tradotta in francese, inglese, tedesco, giapponese, olandese, russo, bulgaro e turco.

## Trama
Due giovani si trovano in un luogo misterioso, che presto si rivela come una sorta di purgatorio, dove essi devono liberarsi dei loro drammatici ricordi per approdare ad una meritata pace eterna.  Rosemary e Aldo provengono dai poli opposti della nostra società: lei figlia del vecchio Kennedy (e sorella del presidente assassinato), lui figlio di un comunista italiano, perseguitato politico, esule in Russia durante la guerra, anch'esso figura storica, che risponde al nome di Palmiro Togliatti. Ambedue hanno pagato un durissimo prezzo alla personalità e alle ambizioni - pur così diverse - dei loro genitori, dai quali sono rimasti irrimediabilmente schiacciati. Dramma "sentimentale", che si conclude con il "lieto fine" di una unione tra i due giovani e nel loro comune addormentarsi nella morte: ma ricco anche di significazioni umane e in lato senso politiche.

### Principali allestimenti
- Winterthür (Svizzera), Kellertheater, Ottobre 1999, regia di Michel Bosshard, con Barbara Lehner e Peter Kner
- Tokyo, Setagaya Public Theatre, Febbraio 2002, regia di Makoto Satoh, con Tomoko Mariya e Akira Shirai
- New York, Beckett Theatre, Ottobre 2003, regia di Stephen Jobes, con Mica Bagnasco e John Wojda
- Mantova, Teatro di Palazzo d'Arco, Giugno 2005, regia di Aldo Signoretti, con Francesca Caprari e Claudio Soldà
- In tournée in Italia con Margherita Buy e Patrick Rossi Gastaldi  (2011-2012 e 2012 -2013)

## Edizioni
- In italiano: in "Sipario", Milano, Novembre 2000.  Poi presso Editore Book Time, Milano 2011
- In giapponese: in "Teatro", Tokyo, Marzo 2002 (Traduzione di Michio Mizoguchi)
- In tedesco:  c/o Felix-Bloch-Erben (Traduzione di Alfred Bergmann)

## La critica
(Der Landbote, Zürich, 1999)
Lunari si immagina una sorta di terapeutica zona "post-mortem", e vi colloca due personaggi che pur provenendo da ambienti opposti nella vita reale, si trovano ad avere molto in comune. (...) In questo dramma, spesso molto emozionante, i due sono confluiti in quel limbo con il compiti di svuotarsi delle loro esperienze: lui ben disposto a questo, lei più chiusa: ma a poco a poco essi ravvisano molte analogie nella loro vita.  Forse il dramma è ingiusto nei riguardi dei padri: ma è difficile sviluppare una qualche simpatia per loro, da come Lunari li dipinge: l'uno che considera la figlia disabile come un ostacolo per la carriera dei suoi figli, l'altro interessato unicamente alla sua causa per il socialismo.»
(Neil Genzlinger (New York Times - 29 novembre 2003))
(Jun Uchiyama (Higeki-Kigeki, "Tragedy-Comedy" n. 5, maggio 2002))
(Alberto Cattini (La Gazzetta di Mantova, 7 giugno 2005))